# Magdalena Gross

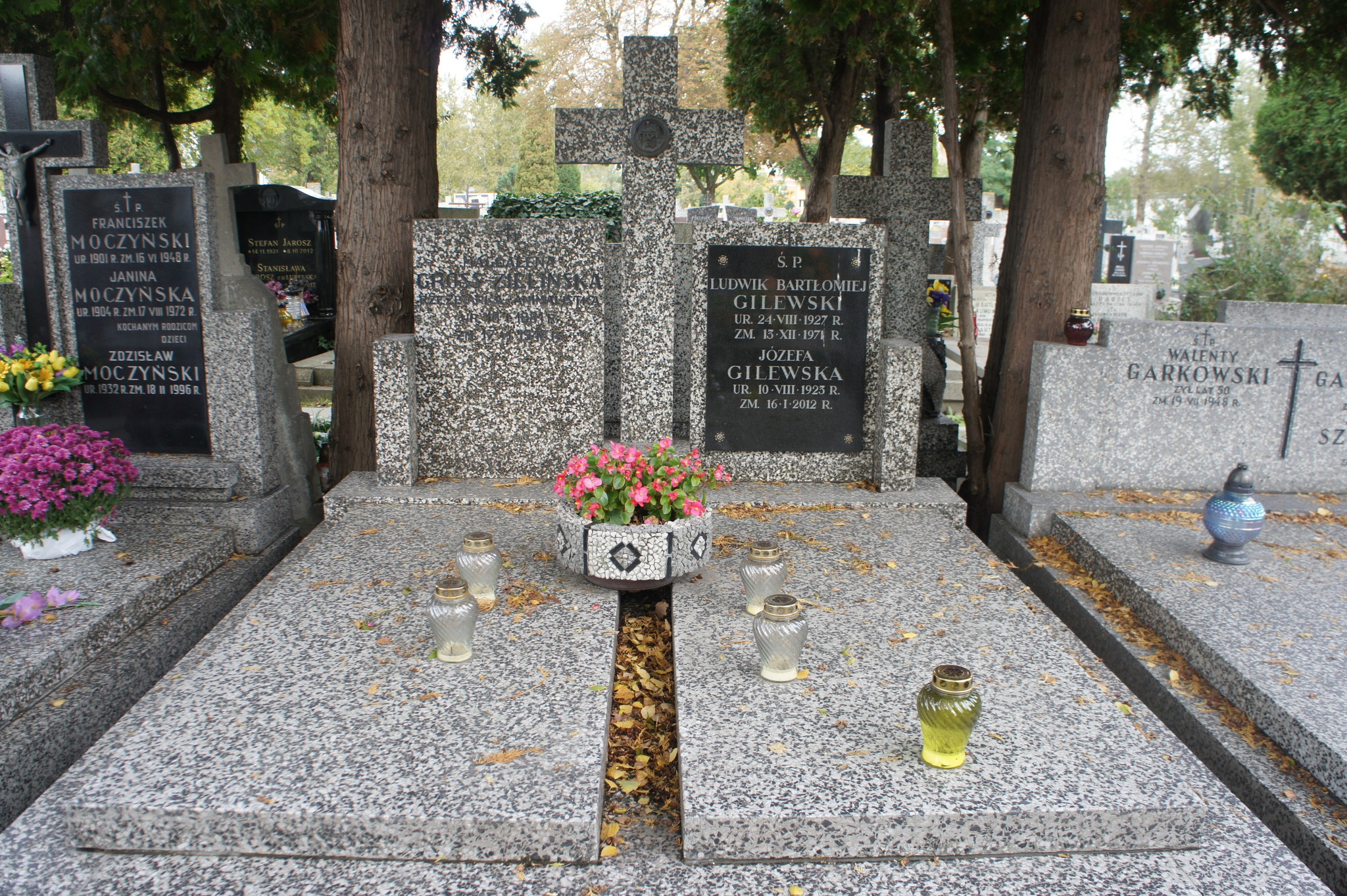
Grób Magdaleny Gross na nowym cmentarzu na Służewie przy ul. Wałbrzyskiej w Warszawie

Magdalena Gross-Zielińska, (ur. 18 stycznia 1891 w Warszawie, zm. 17 czerwca 1948 tamże) – polska rzeźbiarka żydowskiego pochodzenia.

## Życiorys
Urodziła się w rodzinie Norberta i Róży z Okrętów. Jej dziadkiem był Rudolf Okręt, a wujem Stanisław Aleksander Kempner. 
Ukończyła gimnazjum Kurmanowej w Warszawie. Studiowała w warszawskiej Szkole Sztuk Pięknych u Tadeusza Breyera i Hanny Kuny oraz u Filadelfo Simiego we Florencji.  
Brała udział w wystawach w warszawskiej Zachęcie w  1915, 1919 i 1921–1922. W 1926 roku miała tam indywidualną wystawę. W 1927 roku otrzymała wyróżnienie za rzeźbę głowy Fryderyka Jarosyego. Specjalizowała się w kameralnej rzeźbie portretowej i animalistycznej (Gęś japońska 1934). Zajmowała się także rzemiosłem artystycznym, lecz większość jej prac zaginęła w czasie II wojny światowej. 
Od 1930 roku zaczęła tworzyć posążki zwierząt z warszawskiego ZOO, zwłaszcza ptaków, zarówno polskich, jak i egzotycznych. Zaprzyjaźniła się z dyrektorem ZOO i jego żoną. Za rzeźbę Żubra otrzymała w 1937 r. złoty medal na Międzynarodowej Wystawie Sztuki w Paryżu. Wystawiała prace w Instytucie Propagandy Sztuki i Zachęcie, oraz na wystawie w Londynie (1938) 
W czasie okupacji niemieckiej ukrywała się najpierw w warszawskim ZOO, gdzie pomagali jej Jan i Antonina Żabińscy, a potem w domu Rendznerów na Saskiej Kępie. W tym okresie pomagał jej m.in. Adam Procki, który dostarczał jej materiałów koniecznych do pracy artystycznej oraz pomagał w dystrybucji wykonanych przez nią figurek Podziemnej Madonny.
Po zakończeniu walk o Warszawę wyjechała do Lublina wraz z mężem Pawłem Zielińskim (Maurycym Fraenklem), jednak po ok. roku obydwoje wrócili do stolicy. Pod koniec życia artystka ciężko chorowała na serce.
Została pochowana na nowym cmentarzu na Służewie przy ul. Wałbrzyskiej w Warszawie.

## Upamiętnienie
Historia związana z m.in. jej ukrywaniem się w warszawskim ZOO została przedstawiona w amerykańskim filmie Azyl. W jednym z pomieszczeń w piwnicach willi Pod Zwariowaną Gwiazdą, w której mieszkali Żabińscy, i w której się ukrywała, urządzono salkę pamięci, gdzie umieszczono zdjęcia jej prac oraz odlewy rzeźb zwierząt.